# Seine stärkste Waffe
Seine stärkste Waffe è un film muto del 1928 diretto da Harry Piel.

## Produzione
Il film fu prodotto dalla Ring-Film AG (Berlin) e dall'Universum Film (UFA).

## Distribuzione
Uscì in prima a Berlino il 25 ottobre 1928, distribuito dall'Universum Film (UFA)